# Louis Rwagasore
Książę Louis Rwagasore (ur. 10 stycznia 1932 w Gitega, zm. 13 października 1961 w Bużumburze) – polityk, przywódca burundyjskiego ruchu niepodległościowego, syn monarchy Mwambutsy IV.

## Życiorys
Był synem władcy królestwa Burundi (mwamiego), Mwambutsy IV, oraz jego pierwszej żony, Thérèse Kanyonga . Podobnie jak jego rodzice był członkiem ganwa, oligarchicznej warstwy, która z czasem wykształciła się w osobną grupę etniczną i stała na samym szczycie społecznej hierarchii w Burundi. Wywodził się z klanu Bezi („synowie Mweziego”), którego przedstawiciele zasiadali na tronie królestwa Burundi od lat 50. XIX wieku.
Początkowo pobierał nauki w szkołach podstawowych w Bukeye, Kanyinya i Gitega, następnie został uczniem Groupe Scolaire d'Astrida w rwandyjskim Butare. Przez krótki czas studiował na Institut Universitaire des Territoires d'Outre-Mer w Antwerpii (dawny Uniwersytet Kolonialny) .
Po powrocie do ojczyzny założył i przewodził kooperatywie handlowej Coopérative des commerçants du Burundi. Wkrótce stanął na czele założonej w 1957 roku Partii Jedności i Postępu Narodowego Burundi (Parti de l’Union et du Progrès National – UPRONA), która stała się wkrótce główną siłą polityczną walczącą o uwolnienie Burundi spod belgijskiej władzy kolonialnej. Partia Rwagasore była ugrupowaniem nacjonalistycznym i postępowym; głosiła także hasła jedności narodowej, a w jej szeregach znaleźli się przedstawiciele obu największych grup etnicznych zamieszkujących Burundi (tj. Hutu i Tutsi). Rwagasore dzięki swej charyzmie stał się wkrótce jednym z najpopularniejszych polityków w kraju. Tymczasem belgijska administracja kolonialna z obawą obserwowała wzrost wpływów UPRONA, gdyż postrzegała tę partię jako ugrupowanie nacjonalistyczne, antybelgijskie i prokomunistyczne. Z tego względu Belgowie udzielili szerokiego wsparcia materialnego i politycznego konserwatywnej i prozachodniej Parti Démocrate Chrétien (PDC).
W 1960 Rwagasore został przejściowo osadzony w areszcie domowym. Fakt ten był jednym z czynników, które umożliwiły PDC odniesienie zwycięstwa w przeprowadzonych w listopadzie 1960 wyborach lokalnych. Wyborczy sukces PDC dał z kolei Belgom pretekst do powierzenia tej partii dwóch tek ministerialnych w rządzie tymczasowym (styczeń 1961). Postępowanie belgijskiej administracji spotkało się jednak z gwałtownymi protestami UPRONA, popartymi przez Radę Powierniczą ONZ. Ostatecznie na skutek międzynarodowych nacisków Belgowie byli zmuszeni rozwiązać rząd tymczasowy i zgodzić się na przeprowadzenie wolnych wyborów parlamentarnych. Odbyły się one we wrześniu 1961 roku. UPRONA odniosła wówczas miażdżące zwycięstwo, uzyskując 80% poparcie i zdobywając 58 z 64 miejsc w Zgromadzeniu Ustawodawczym. Rwagasore otrzymał wówczas misję tworzenia rządu.
13 października 1961 podczas obiadu w bużumburskiej restauracji położonej nad brzegiem jeziora Tanganika Rwagasore został zamordowany przez greckiego zabójcę Georgesa Kageorgisa, wynajętego przez przywódców PDC. Wiele dowodów wskazuje, że za zamachem mogła również stać szykująca się do odejścia belgijska administracja kolonialna. 
Zabójstwo Rwagasore wywarło brzemienny wpływ na dalsze losy Burundi. Nie tylko pozbawiło bowiem kraj charyzmatycznego i cieszącego się szerokim poparciem przywódcy, lecz również zaprzepaściła ponadetniczny konsensus zbudowany przez niego w okresie walki o niepodległość. Po śmierci księcia Burundi zaczęło być rozdzierane przez narastający antagonizm pomiędzy Hutu a Tutsi.

## Upamiętnienie

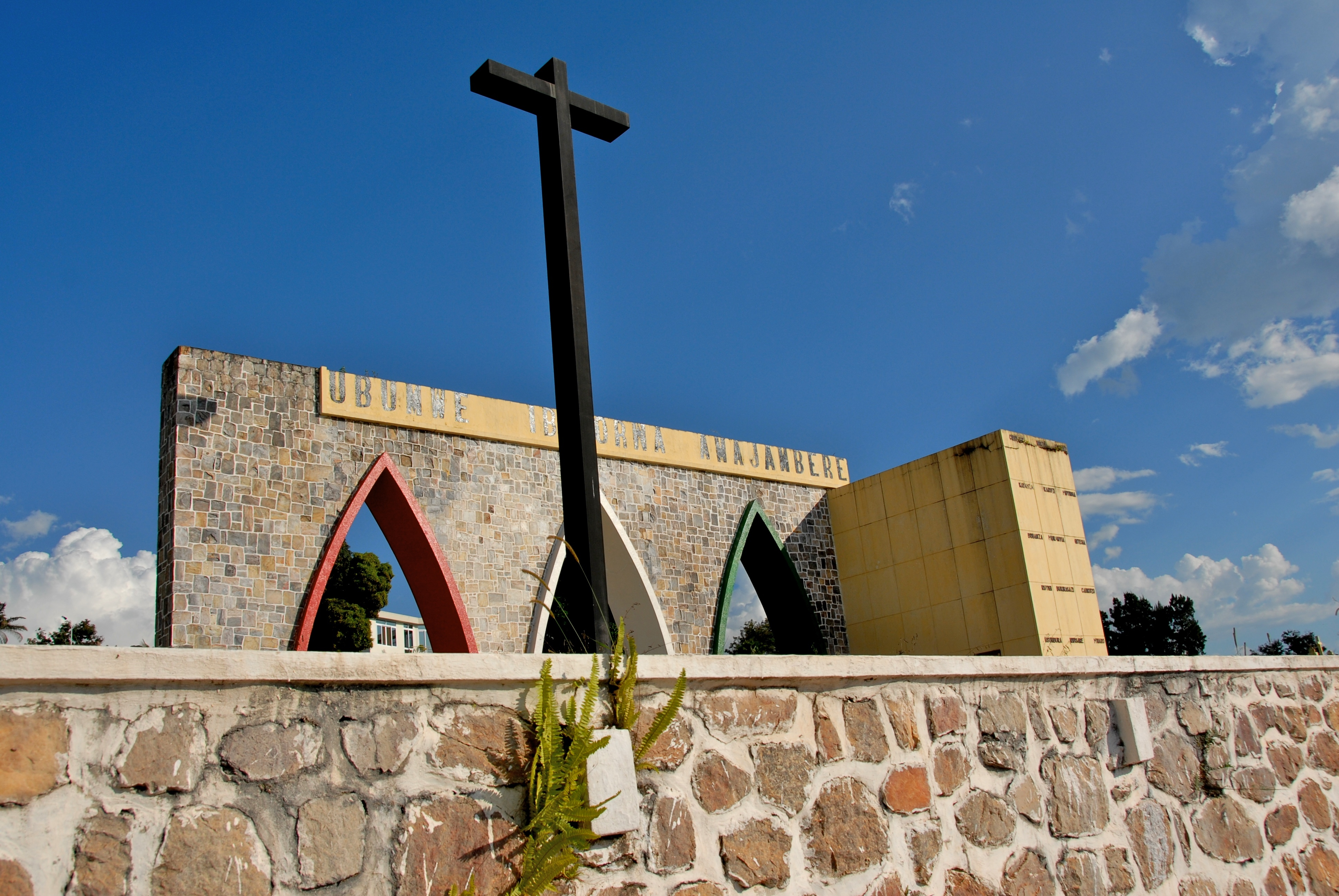
Grobowiec Rwagasore w Bużumburze

13 października, dzień zamachu na księcia Rwagasore, obchodzony jest w Burundi jako święto państwowe.
Na cześć Rwagasore nazwano stadion w Bużumburze oraz jeden z burundyjskich klubów piłkarskich – Prince Louis FC.

## Rodzina
12 września 1959 Rwagasore poślubił Marie-Rose Ntamikevyo, z pochodzenia Hutu. Z tego związku narodziły się dwie córki – Marie-Thérèse i Pia (obie zmarły w listopadzie 1961 na skutek powikłań poszczepiennych) .